# 1393

## Събития
- На 17 юли след тримесечна обсада от войските на султан Баязид I, крепостта Царевец е превзета от османската империя, а столицата Търновград (Велико Търново) е опожарена и опустошена.